# Михайлівська сільська рада (Новоодеський район)
Миха́йлівська сільська́ ра́да — колишній орган місцевого самоврядування в Новоодеському районі Миколаївської області. Адміністративний центр — село Михайлівка.

## Загальні відомості
- Населення ради: 486 осіб (станом на 2001 рік)

## Населені пункти
Сільській раді підпорядковані населені пункти:
- с. Михайлівка

## Склад ради
Рада складається з 14 депутатів та голови.
- Голова ради: Вознюк Олександр Іванович

### Керівний склад попередніх скликань
| Прізвище, ім'я, по батькові | Основні відомості                                                                     | Дата обрання | Дата звільнення |
| --------------------------- | ------------------------------------------------------------------------------------- | ------------ | --------------- |
| Вознюк Олександр Іванович   | Сільський голова, 1953 року народження, освіта вища, член Української Народної Партії | 26.03.2006   | 31.10.2010      |
| Вознюк Олександр Іванович   | Сільський голова, 1953 року народження, освіта вища, член Української Народної Партії | 31.10.2010   |                 |

Примітка: таблиця складена за даними сайту Верховної Ради України

## Населення
За переписом населення України 2001 року в селі мешкало 486 осіб.

### Мова
Розподіл населення за рідною мовою за даними перепису 2001 року:
| Мова       | Відсоток |
| ---------- | -------- |
| українська | 92,59 %  |
| російська  | 7,00 %   |
| гагаузька  | 0,21 %   |
| молдовська | 0,21 %   |